# Tischlerjeva nagrada
Tischlerjeva nagrada je najvišje priznanje dveh slovenskih organizacij, ki delujeta na avstrijskem koroškem, podeljujeta jo Krščanska kulturna zveza in Narodni svet koroških Slovencev.
Nagrado prejmejo kulturni in politični delavci/delavke za vrhunske prispevke na področju umetnosti, znanosti, kulture in politike, ki so doprinesli pomemben prispevek v zakladnici slovenske narodne skupnosti na Koroškem. Nagrajenec/nagrajenka lahko dobi nagrado tudi za posebne zasluge pri širjenju in utrjevanju narodne zavesti in ugleda koroških Slovencev bodisi doma ali v tujini.
Na podelitveni listini so citirane Tischlerjeve besede: "Naše delo naj služi kulturni povezanosti z materinskim narodom".
Nagrada se poimenuje po dr. Jošku Tischlerju, ki je za koroške Slovence izredno pomembna osebnost, saj je bil šolnik, politik in kulturnik. Stalno je skušal vzdrževati tesne stike s Slovenci kjerkoli po svetu in se je dobro zavedel velikega pomena povezanosti vseh članov slovenskega naroda. 

## Prejemniki Tischlerjeve nagrade
- 1979 - Lajko Milisavljevič
- 1981 - Anton Feinig
- 1982 - Pavle Zablatnik
- 1983 - Provinca šolskih sester na Koroškem
- 1984 - Milka Hartman
- 1985 - Vinko Zaletel
- 1986 - Jože Kopeinig
- 1987 - Bogo Grafenauer
- 1988 - Janez Hornböck
- 1989 - Zvezna gimnazija za Slovence
- 1990 - Erich Prunč
- 1991 - Valentin Oman
- 1992 - Lojze Peterle
- 1993 - Fric Kumer
- 1994 - Slovensko zadružništvo na Koroškem
- 1995 - Blaž Potočnik
- 1996 - Zveza slovenskih izseljencev
- 1997 - Micka Miškulnik
- 1998  - Miha Dolinšek
- 1999 - Lovro Kaselj
- 2000 - Pavel Apovnik
- 2001 - Marija Makarovič
- 2002 - Valentin Inzko
- 2003 - Breda Varl, Tine Varl, Franci Končan
- 2004 - Vladimir Klemenčič
- 2005 - Marij Maver,  Damjan Paulin
- 2006 - Jože Ropitz
- 2007 - Klub koroških Slovencev v Ljubljani, Klub koroških Slovencev v Mariboru
- 2008 - Gustav Januš
- 2009 - Poldej Zunder
- 2010 - Bernarda Fink
- 2011 - Hanzi Gabriel
- 2012 - Rudi Vouk
- 2013 - Boris Pahor
- 2014 - Stanko Trap
- 2015 - Lojze Lebič
- 2016 - France Vrbinc
- 2017 - Jože Wakounig
- 2018 - Lenčka Kupper
- 2019 - Janko Zerzer
- 2020 - Višja šola za gospodarske poklice Št. Peter
- 2021 - Matevž Grilc
- 2022 - Nužej Tolmaier
- 2023 - Karel Smolle[2]
- 2024 - Franc Kattnig[3]